# 小桜沙樹
小桜 沙樹（こざくら さき、1988年8月10日 - ）は、日本のAV女優。ティーパワーズ（TPJ）所属。

## 人物
- 趣味・特技：料理、ボウリング。

## 略歴
岩手県出身。2008年2月、「茅ヶ崎リサ」名義でKUKIから専属AVデビュー。
2009年6月、小桜沙樹に改名。癒し系美人のキャッチフレーズで売り出された。早漏男や変態老人などキワモノ男優とのからみを多く繰り広げている。

## 作品

### アダルトビデオ

#### 茅ヶ崎リサ 名義
2008年
- 初花 -hatsuhana-（2月8日、KUKI）
- 2nd Virgin（3月28日、KUKI）
- High school days（4月25日、KUKI）
- Candy!（5月23日、KUKI）
- 逆フーゾク イカせフルコース（6月27日、KUKI）
- セックスマシン スーパーアングル（7月25日、KUKI）

#### 小桜沙樹 名義
2009年
- NEW ARRIVAL（6月25日、美）
- 憧れのキス魔お姉さんに襲われた!（7月25日、美）
- ザーメンおねだりビンビン学園（8月25日、美）共演:里美ゆりあ、あゆむ
- 新人ナースにぶっかけろ!!（9月25日、美）
- 男の人を見ると股を開いちゃうの!! -SEX中毒女子高生-（10月25日、美）
- 男根に躾けられた女 性処理専用ペット妻（12月7日、アタッカーズ）

2010年
- 奴隷色のステージ 7（1月7日、アタッカーズ）共演:彩月あかり、桜あやめ
- 新奴隷島 第九章 友情の証明（2月7日、アタッカーズ）共演:雨宮琴音
- 美人すぎるラーメン屋店員（6月18日、S級素人）
- GALと老人の濃厚な接吻とSEX（6月25日、Fantasista）
- BANQUISH（7月23日、AVANTGARDE）「SAKI」名義
- 今すぐ膣にぃ 100分間で300絶頂（7月25日、Fantasista）
- 麗しの美人秘書 No4（8月20日、BAZOOKA）
- 人妻いじめ（9月22日、プレステージ）
- 精子を見た女は自然とマンコを濡らす!!（11月1日、ワンズファクトリー）
- カリスマアイドル対抗 ガチフェラ早出しバトル No4（11月12日、REAL）共演:彩音さくら、瀬戸ありさ、桜りお、MOE、雨宮琴音、桐生さくら、阿利希カレラ、永井リセ、哀川りん、吉田花、藤崎クロエ、葵ぶるま、浅見純、妃悠愛
- 現役キャバ嬢がドレスを脱いだとき4時間2 魅惑の枕営業編（8月20日、BAZOOKA）「SAKI」名義、共演4名
- 美人すぎるラーメン屋店員おかわり（11月26日、S級素人）
- 私、就職活動中。4時間 2（12月10日、BAZOOKA）「コザクラ」名義、共演4名
- 友達の友達はヤリ友達 最近の女子大生のおこづかい稼ぎ（12月24日、S級素人）「さき」名義、共演2名

2011年
- 生中出し新入女子社員 No13（12月10日、BAZOOKA）「さき」名義、共演4名
- 鬼ガラミ 俺の女は中出し懇願女スペシャル（1月14日、ケイ・エム・プロデュース）
- OKuBo発 アイドルストーリー 8（1月25日、ONE MORE）共演2名
- 素人若妻ナンパ中出し EVOLUTION 4時間 No13（1月28日、BAZOOKA）「さき」名義、共演4名
- 男性失格…（生まれ変わりなさい） 早漏改善計画（3月11日、ケイ・エム・プロデュース）
- PINK BUTTERFLY 05（3月23日、プレステージ）共演:長谷川聖那
- 男だらけの混浴温泉に女子大生ひとり 2（4月8日、ケイ・エム・プロデュース）
- 女子●生にペニバン調教されて潮を吹いてしまったボク 2（5月5日、ジャネス）共演:中居ちはる、工藤あき、平子知歌
- レアルガールズのキング・オブ・鬼チェアー アタリのイスで100万円!ハズレのイスで鬼イカセ（4月8日、ケイ・エム・プロデュース）共演:星優乃、川上ゆう、つぼみ
- キレイな瞳に見つめられながらフェラでごっくん（5月5日、ジャネス）共演:皆瀬ふう花、堀井ミカ、黒澤ルナ
- KMPプロジェクトスペシャル企画! レアルガールズvsバズーカガールズ 本当にエロイのはどっちだ!?レアル編（6月10日、ケイ・エム・プロデュース）共演:星優乃、吉川ゆあ、西山希
- KMPプロジェクトスペシャル企画! レアルガールズvsバズーカガールズ 本当にエロイのはどっちだ!?バズーカ編（6月10日、ケイ・エム・プロデュース）共演:星優乃、吉川ゆあ、西山希
- ヌキサシバッチリ! オナニー専用ベストポジション素材集 レアルガールズ編（6月10日、ケイ・エム・プロデュース）共演:つぼみ、川上ゆう、星優乃
- チ●ポ逆反り手コキ 勃起したチ●ポをリバース手コキ（6月19日、Fetish Box/妄想族）共演:黒崎ルナ、井川あいな、宮下つばさ
- 焦らし暴発天国 痛いほどのフル勃起と溢れ出すガマン汁（7月5日、ジャネス）共演:桐原あずさ、小倉もも、若菜あゆみ
- 下着が透けている女性のお尻に興奮してしまい、後をつけてみると…（7月12日、プレステージ）共演:瀬名あゆむ、優木眞虎
- じれったいスローイカセでじっくり生殺し（6月10日、ケイ・エム・プロデュース）共演:川上ゆう、結城みさ、西山希
- きまぐれ☆ボンテージクイーンのM男調教 4（8月5日、未来）
- 男なら一度はだきたい 美しすぎる小悪魔。（8月10日、KAコーポレーション）
- 鬼イカセ（8月26日、ケイ・エム・プロデュース）
- kira☆kira BLACK GAL SPECIAL-黒GAL学園☆修学旅行で青姦大乱交-（10月19日、kira☆kira）共演:桜りお、ayami、霜月るな、桜庭エリカ
- 高額バイトに集まってきた素人娘（10月20日、最強）「さき」名義、共演14名
- ディルドにまたがる女子校生8（11月25日、アロマ企画）共演:小滝みい菜、葵まりあ、朝倉ことみ、川合まゆ、真中ありす、坂本ひかり、眞島静香
- 小悪魔JK 大胆パンチラコレクション 4（11月25日、アロマ企画）共演:小滝みい菜、川合まゆ、さくら愛々、あずみ恋、Alice
- 意地悪寸止めフェラ（12月25日、アロマ企画）共演:若菜亜衣、あずみ恋、葵まりあ、加藤梓

2012年
- 中出し借金娘（1月15日、アイズム）
- JKディルドオナニー 1（1月20日、OFFICE K’S）共演:有村千佳、羽鳥みか、柴崎みく、岩佐あゆみ
- エロ唇スロート（1月20日、OFFICE K’S）共演:小嶋ジュンナ、瀬名あゆむ、上原香澄、加藤梓、柴崎みく
- 女子○○にこれでもかっちゅ〜くらい脚責めされたい!!（1月25日、ラハイナ食堂）共演:成瀬心美、小嶋ジュンナ、辺見麻衣、愛内梨花、猫園しま
- 小便楽園（1月20日、OFFICE K’S）共演:雨宮琴音、青空小夏、愛内梨花、小西友梨、小嶋ジュンナ、水嶋あい
- ふんどし女子○○15GALSローリングフェラチオ未公開映像 4時間完全撮りおろし（2月19日、kira☆kira）共演:鈴香音色、北川瞳、泉麻那、哀川りん、つばさ、AIKA、霜月るな、彩音心愛、あざみねね、鈴木なつ、ayami、桜庭エリカ、あやせめる、蒼井りんご
- 男の欲望全開!風俗嬢との生・生・大乱交!!（4月1日、ワンズファクトリー）共演:みずほゆき、叶志穂、麻宮かりん
- 女子○○の太股とパンチラ 8（6月13日、アロマ企画）共演:藤原ひとみ、小滝みい菜、相島奈央、北原えれな、加藤梓、ゆうき真央、長谷川しずく、若菜亜衣、泉麻那、白石綾香、辺見麻衣、葵まりあ、篠めぐみ、仲井ゆい、愛原さえ、美月あやか、小林麻里、愛音麻友、橘ひなた
- M男悶悦 ペニバン天国 4時間（9月15日、未来）共演:星優乃、琥珀うた、野中あんり、希咲エマ、小峰ひなた、白咲舞、平子知歌、白河雪乃、橘なお
- ペットM男を飼育するQUEENたち 180分スペシャル（9月25日、未来）共演:泉麻那、星優乃、沢尻桃華、大槻ひびき、希咲エマ、平松恵理香、雨宮琴音